# Jota (música)

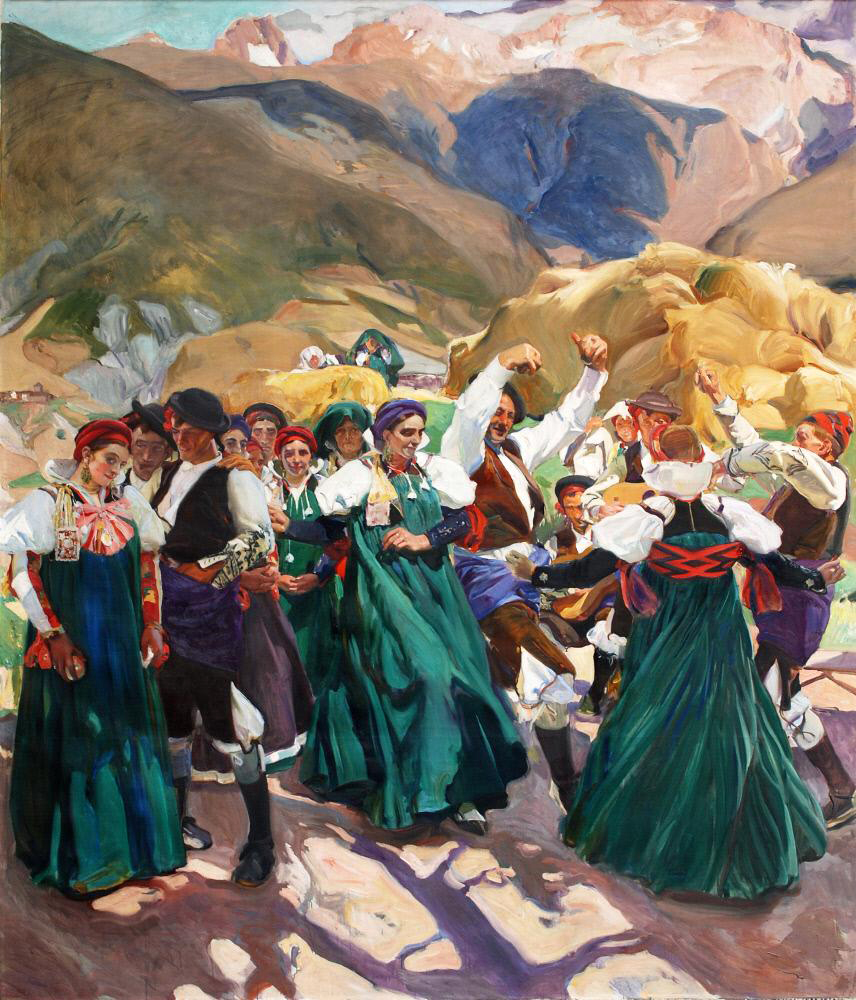
Aragón. La jota, por Joaquín Sorolla (1914).

La jota es una forma de danza y canto tradicionales folclóricos extendida por gran parte de España. Su estilo varía dependiendo de cada territorio. Existen, por ejemplo, la jota aragonesa, la castellana, la manchega, la de León, la de la comunidad Valenciana, la jota mallorquina, la de Navarra, la de La Rioja, la «montañesa» de Cantabria, la de Asturias, la de Galicia, la de Extremadura, la de la Alta Andalucía, la de Murcia, las jotas del País Vasco, la jota catalana, e incluso la jota de Canarias.La jota fue declarada en 2023 manifestación representativa del patrimonio cultural inmaterial.
Entendida como representación escénica, la jota se canta y se baila acompañándose de castañuelas. Los intérpretes suelen ir vestidos con trajes tradicionales de sus regiones de origen. Suele estar elaborada a partir de una parte instrumentada y cantada a coro (estribillo), seguida de estrofas. El estribillo suele iniciar la jota y se repite varias veces a lo largo de la misma.
Las variedades de jota de Aragón, La Rioja y Navarra están emparentadas entre sí y forman las llamadas Jotas del Ebro, siendo unas de las más características de este género. Se celebran concursos y certámenes de jotas del Ebro por todo el territorio español.

## Etimología
No se conoce con seguridad el origen de la palabra. Según la RAE, proviene del mozárabe šáwta, que significa "salto", y del latín saltāre, que hace referencia a "bailar". En cambio, otra teoría afirma que el término deriva del celtíbero y éste de la forma ἰῶτα, que significaba "jota" en griego antiguo. 
Al norte de los Pirineos, se bailan danzas similares a las jotas llamadas también sauts, 'saltos', en las provincias gascona-aquitanas, bearnesas y la Baja Navarra, derivadas directamente del Branle del Renacimiento (c.f. "Le saut de Béarn", "Les sept sauts", y "Le saut du lapin").

## Origen
La creación de la jota se ha atribuido a lo largo de la historia popularmente a Aragón aunque, realmente, no hay un juicio claro por parte de los historiadores. De hecho, algunos apuntan a una primera referencia de la jota en Valencia. Por un lado, respecto a la tesis que aboga que las jotas nacieron en Aragón, respaldada por la mayoría de documentalistas, ésta señala que esta danza proviene de la música teatral de la Zaragoza del siglo XVIII. Por otro lado, según una leyenda la jota nació en Valencia gracias al árabe Aben Jot. Éste era un árabe que inventó un canto y un baile profano que exaltaba la capital del Turia. Esta invención levantó la ira del rey Muley Tarik, que mandó al exilio a Aben Jot. Por ello, éste se marchó a Calatayud y popularizó la que hoy conocemos como jota. De hecho, así lo reflejan algunas coplas de este pueblo zaragozano en el siglo XII:
«La jota nació en Valencia
y de allí vino a Aragón;
Calatayud fue su cuna,
a la orilla del Jalón.» 
En la línea de la última tesis, algunos historiadores afirman que existen documentos que hablan de la jota como baile  generalizado en el Reino de Valencia a partir del siglo XV. Es decir, antes de que esta tradición se extendiera por otras regiones como Cataluña, Aragón (la jota aragonesa aparece el siglo XVIII), Navarra y el resto de España. Es más, Galán Bergua señalaba que una especie de jota se bailaba ya en la corte de Alfonso X el Sabio (rey de la Corona de Castilla entre 1252 y 1284). 
Por otra parte, el arabista Henri Peres afirma que hay un cuadro pintado en el que sale gente bailando jotas. Temporalmente, la obra de arte en cuestión corresponde a cuando se inauguró el Palacio del Real en 1009 por orden de Abd-Al-Aziz, rey de Balansiya (topónimo de Valencia durante la época árabe). Relacionada con esta historia hay otra que indica que quienes comenzaron a popularizar la jota en España fueron los jornaleros de Requena y Utiel que se acercaban a la Ribera del Júcar para trabajar en la siega de arroz.

## Características
Su ritmo suele ser compaseado en 3/4, aunque algunos autores sostienen que el 6/8 se adapta mejor a la estructura del ciclo coreográfico y estrófico.
Respecto a su modo melódico, el recurrente en la mayoría de variantes joteras (valenciana, navarra, aragonesa) es el modo mayor. En cambio, en el resto de España y especialmente en el noroeste, el modo de mi es el más común. Por último, también se utiliza el modo menor, el modo mixolidio y otros cantos con un complicado modo de clasificación.
Las armonizaciones populares más habituales se ciñen a acordes de primera, cuarta y quinta del modo mayor con séptima dominante. Para su interpretación se utilizan flautas, violines, guitarras, bandurrias y laúdes,Acordeón en el caso de la jota de Navarra,de La Riojay de Aragón; dulzaina y tamboriles en la castellana txistu en el caso vasco, y en el caso de la cántabra, leonesa, asturiana y gallega gaitas, pitu montañés, gaita charra, panderetas, tambores y bombo.
Las cuerdas son los instrumentos que marcan el ritmo. Las versiones de exhibición se cantan y bailan con trajes regionales y castañuelas, lo que no es tan habitual cuando es practicada como diversión o baile social. Por otro lado, el contenido de las canciones es muy diverso: va desde el patriotismo, hasta la religión o las picardías sexuales. Especialmente, prevalecen aquellas que tienen utilidad como generadoras de cohesión en el pueblo que las baila.
Los pasos que ejecutan los danzantes se parecen a los del vals, aunque en el caso de la jota hay mucha más variación. En ella, los danzantes dan saltos pequeños con sus brazos en alto. La letra, en cuanto a la forma, suele escribirse en cuartetos octosílabos, siendo asonantes el primer y el tercer versos.

## Autores no españoles
Un buen número de compositores no españoles han utilizado el estilo de la jota en obras de inspiración española:
- Maurice Ravel incluye compases de jota en su impresionista Rhapsodie Espagnole.
- Jules Massenet en Le Cid y Georges Bizet en Carmen incluyen sendas «aragonaises».
- Emmanuel Chabrier (1841-1894) la incorpora a su famosa sinfonía Espagne (1883).
- Mijaíl Glinka, compositor ruso (1804-1857), tras un viaje por España utilizó el estilo de la jota en su obra La jota aragonesa.
- Liszt, pianista y compositor de origen húngaro (1811-1886), escribió una jota para piano.
- Saint-Saëns, compositor francés (1835-1921), compuso una jota para orquesta, lo mismo que el compositor ruso Mili Balákirev (1837-1910).
- Raoul Laparra, compositor francés (1876-1943), compuso una ópera titulada La jota.
- José White, compositor cubano (1836-1918), compuso La Jota Aragonesa.

## Variedades regionales en España

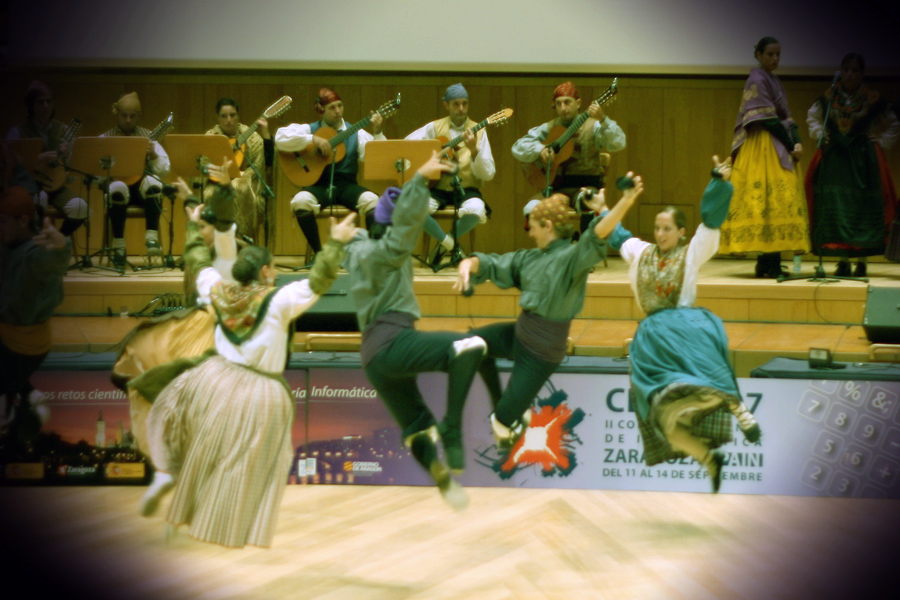
Jota aragonesa.

### Jota aragonesa
La jota aragonesa forma parte de las jotas del Ebro y es la más conocida de las manifestaciones del folclore musical de Aragón. Su origen podría estar hacia finales del siglo XVIII, y tuvo su mayor esplendor durante el siglo XIX,  adquiriendo gran auge tras la Guerra de la Independencia. Desde finales del siglo XIX ha sido llevada a los escenarios como espectáculo. La jota fue incluida en zarzuelas, películas, coreografiada para grandes festivales, y llevada a concursos y certámenes.
La jota aragonesa incluye tanto por baile como canto y rondalla.
El baile lo hacen mujeres y hombres de todas las edades. Posee gran dificultad sobre todo en los pasos. Se suelen bailar jotas de tres coplas, boleros, fandangos y todo ello se baila en parejas formando diferentes figuras grupales.
El canto es habitualmente solista, aunque también se puede cantar a dúo, compuesto por una voz que lleva la melodía y otra que lleva la octava, también llamada dúo. Se canta a modo grupal como pueden ser boleros, fandangos estribillos y cantos de bodega compuesto por hombres y mujeres. Respecto en el baile, los cantadores acompaña a los bailadores según el tema instrumental y por ello se forma un grupo de bailadores y cantadores que se adecúan al estilo musical. Los cantadores cantan las jotas comprendidas en los tonos mayores y menores desde DO hasta SI.
En cuanto a la formación de la rondalla no hay límite de edad. Las rondallas suelen estar formadas por los instrumentos más reconocibles como guitarra, bandurria, laúd y guitarrico (este se usa más para rondas), aparte también se pueden introducir nuevos instrumentos a esta formación como bajo eléctrico, viola o contrabajo. La rondalla juega un papel importante pero a la vez muy discreto, se encargan de acompañar a los bailadores en las jotas de baile y a los cantadores en sus jotas tanto solistas, como a dúo o grupales.
Los estilos de baile, llamados puros, por haberse conservado hasta nuestros días, son los correspondientes a las localidades de Calanda, Alcañiz, Andorra, Albalate del Arzobispo, Huesca,  y Zaragoza. Entre las más populares en los repertorios se encuentran: Jota de San Lorenzo (Huesca), Jota Repetida (Teruel), Jota vieja, Aragón tierra bravía, Gigantes y cabezudos, La Dolores (estas últimas pertenecen a las zarzuelas del mismo nombre), La danza de la Olivera, etc.
Muy importantes son también otros bailes relacionados con la jota, como los boleros del siglo XVIII, destacando el de Alcañiz, el de Caspe, y el de Sallent de Gállego, que aunque hoy en día están muy influidos por la jota, en su día gozaron de gran popularidad, y se bailaban acompañados de dulzainas y tambores, como en la Jota Hurtada de Albarracín. Otras danzas singulares eran la Gitanilla de Andorra, con cintas, hoy coreografiada como Danza de Andorra, la danza de los pañuelos de Remolinos, o las danzas decimonónicas del Pirineo, tales como el Cadril, el Villano, la Canastera o el Tin tan.
Entre los cantantes destacan las figuras de Pedro Nadal («el royo del Rabal»), Mariano Malandía («el Tuerto de las Tenerías»), Juanito Pardo, Cecilio Navarro, Jesús Gracia, José Iranzo Bielsa («el pastor de Andorra»), y José Oto, considerado el más importante «cantador» de jota aragonesa. Entre las voces femeninas se pueden señalar las de Asunción Delmás, Pilar Gascón, Jacinta Bartolomé, Pascuala Perié, Felisa Galé, Pilar de las Heras o María Blasco.

### Jota castellana
La jota castellana (tanto la de la parte castellana de Castilla y León, como la de Madrid y la castellano-manchega) se suele acompañar con guitarras, bandurrias, laúdes, dulzaina y tambor.

### Jota murciana
Las Jotas murcianas tienen variantes que han creado músicas y bailes muy vistosos y de una sencillez extraordinaria como son las Jerigonzas, las Hierbabuenas, y los Zánganos, que se bailan en distintos puntos de la Región de Murcia. 
La Jota aparece documentada en algunos cancioneros musicales y literarios de principios del siglo XX. Por aquel entonces, convivía con otros géneros del folclore, como el fandango y la seguidilla.
Originalmente se bailaban en pareja, aunque hoy en día por evolución propia de los tiempos y necesidades estético-artísticas se incorporan en coreografías de grupos folclóricos y peñas huertanas.

### Jota catalana
En Cataluña, la jota es parte del folclore tradicional de las tierras occidentales de la comunidad, y especialmente de las llamadas Tierras del Ebro. La primera referencia escrita conocida es una condena por parte del obispo de Tortosa, de 1734, si bien se refiere a Calaceite, localidad aragonesa vecina a Cataluña. En los últimos tiempos se ha revalorizado este género musical en la comunidad gracias sobre todo al grupo tortosino Quico el Célio, el Noi i el Mut de Ferreries; el gobierno autonómico declaró en 2010 la jota danza de interés nacional en Catalunya.

### Jota extremeña
Extremadura conserva gran número de bailes y danzas tradicionales autóctonas. Las jotas toman en Extremadura gran variedad de formas y matices, también sobresale el fandango, la rondeña, la jota del triángulo, las paleos, el pindongo, el perantón, sones brincaos y sones llanos.
Los Instrumentos utilizados son la flauta de tres agujeros, la gaita extremeña y tamboril, guitarra, bandurria, laúd, rabel, acordeón, pandero, violín y otros instrumentos de percusión como almireces, castañuelas, sonajas, morteros, cencerros, botella de anís... La jota extremeña forma parte del arquetipo estilístico de la jota castellana, en su versión más lenta. Por lo tanto estructura sus acentos también en un compás binario de subdivisión ternaria, es decir, un 6/8. Este aspecto, como en la jota castellana se puede ver también en la estructura de sus melodías y del baile. Así lo reflejara ya Manuel García Matos en su Lírica popular de la Alta Extremadura. Los textos suelen presentar una métrica de cuarteta octosilábica.  Ejemplo:

De la uva sale el vino, 

De la aceituna el aceite, 

Y de mi corazón sale ¡ay! 

Cariño para quererte. 

En Olivenza se suena 

Que nos queremos los dos, 

Niégalo tu vida mía, 

Que también lo niego yo. 

Eres alta y buena moza, 

no te lo presumas tanto, 

Que también las buenas mozas ¡ay! 

Se quedan p´a vestir santos. 

Eres más chica que un huevo 

Y ya te quieres casar, 

Anda ve y dile a tu madre, 

Que te enseñe a trabajar. 

Las muchachas de Olivenza, 

No son como las demás, 

Porque son hijas de España ¡ay! 

Y nietas de Portugal. 

Tienen la dulce belleza, 

De la mujer lusitana, 

Y la gracia y el salero, 

De las mujeres de España.  

(Jota de la uva, Olivenza, Badajoz)

### Jota leonesa

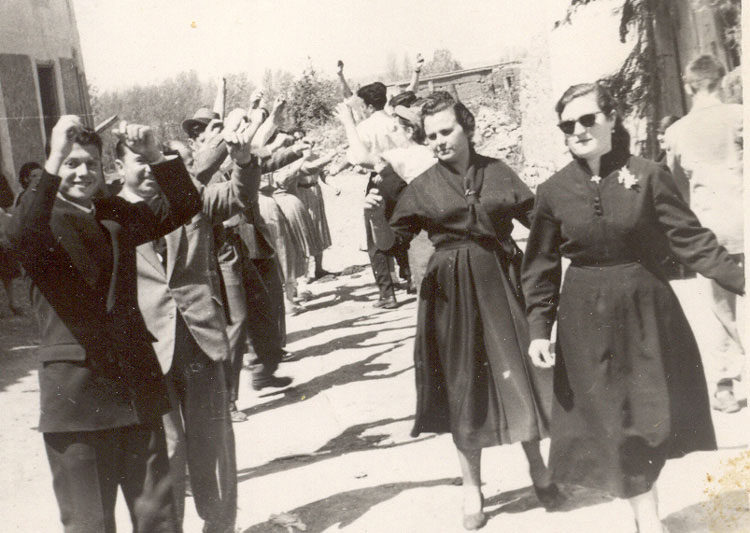
Bailando la jota en Hospital de Órbigo (León).

En el caso de la jota leonesa es más frecuente el acompañamiento con gaita o, en el caso de la Maragatería, con flauta de tres agujeros y tamboril. El acompañamiento más austero de voz, pandereta y pandero cuadrado también ha sido muy tradicional en la provincia; todo ello mientras la pareja de bailarines danza manteniendo las manos encima de la cabeza, ocasionalmente acompañados de castañuelas o “castañolones”, de tamaño mayor y muy comunes en la región montañesa. Estos tipos de jotas se bailan con los característicos pasos saltados, un poco picadas, y son menos movidas y airosas en sus gestos que las de Aragón. Asimismo, dentro del País Leonés existe una gran variedad de estilos: desde los bailes charros, “picaos”, pasando por los bailes sanabreses, hasta el Baile del País (en asturleonés Bail.le del país), muy común en toda la montaña leonesa y caracterizado por su particular braceo. A las estrofas de las canciones que a veces acompañan  a la jota se les llama coplas. Estas a veces tratan del amor, de las bodas (en las que se daban consejos y alabanzas a los novios), de la vida o de su religiosidad, pero casi siempre se caracterizan por su picaresca y gran sentido del humor.
Rítmicamente mantiene las características de los bailes del noroeste peninsular, organizando sus acentos en un compás de 6/8. Como las jotas de Asturias, Galicia y norte de Castilla, su tempo es más rápido que, por ejemplo, las que se dan en Extremadura, Castilla-La Mancha o el sur de la submeseta norte.

### Jota charra
La jota charra, típica de la provincia de Salamanca, tiene por instrumentos típicos la flauta de tres agujeros o gaita charra y el tamboril. También se da una tendencia castellanizante en el este de la provincia al introducirse recientemente el uso de la dulzaina castellana. El folclore charro constituye un puente entre la cultura leonesa al norte y la extremeña al sur.
La jota charra acostumbra a bailarse en pareja, aunque también es común hacerlo en grupo, especialmente en las fiestas de los pueblos. Este tipo de jota, igual que el resto del folclore charro, suele ser muy estático de cintura para arriba. 
Respecto a las canciones, las hay con letra y sin ella, debido a la cultura oral existen multitud de variedades de una misma letra, como ocurre con la Jota de la Clara.

### Jota manchega
La jota manchega, típica del lugar, tiene como característica propia rasgos de ronda. A muchas jotas manchegas se las conoce por «Jota del Mantecado», ya que era frecuente cantarlas y bailarlas en fechas cercanas a la Navidad (y también en otras fechas señaladas).

### Jota montañesa
Se denomina jota montañesa a la variedad interpretada en zonas de Cantabria, también conocida como baile "a lo altu y a lo baju" o "a lo ligeru y a lo pesau". Antiguamente interpretada al son de la pandereta para posteriormente entrar el pitu (clarinete en mi bemol) y tambor. En la actualidad se ha incorporado la gaita. En el sur de Cantabria este baile se acompaña de voz y rabel. Forma parte del arquetipo de la jota castellana, en su versión más rápida, por lo que también estructura su ritmo en un compás de 6/8 (dos partes de tres golpes). Esto se puede observar también en la estructura de sus melodías y en la del baile. Estrictamente, la parte de la jota montañesa que se corresponde con lo que en el resto de la península se entiende como jota (el arquetipo castellano, diferente del aragonés) es el "baile a lo baju". En Cantabria tradicionalmente se ha entendido como jota montañesa la alternancia del "baile a lo baju" (como se ha dicho, un baile de dos partes ternarias) con el "baile a lo altu", un baile de dos partes binarias, es decir, un 2/4. Esta característica, como en el caso del "baile a lo bajo", se puede observar también en las estructuras de sus melodías y en las del baile. El "baile a lo altu" es bastante más ligero y de tempo más rápido. Una característica que tiene este "baile a lo altu" es que, en ocasiones, se acompaña con un diseño rítmico en tresillos a cargo de la percusión, resultante de la equiparación de figuras de un motivo de dos semicorcheas y una corchea. Esto ocurre exclusivamente con el acompañamiento de la percusión, nunca de las melodías, que no abandonan la estructura de subdivisión binaria. Este procedimiento es característico de muchos bailes binarios de subdivisión binaria (habitualmente denominados "ligeros") de otras zonas del norte.

### Jota navarra y riojana
Junto con la aragonesa conforman las famosas jotas del Ebro, de las que se celebran certámenes y concursos por los territorios que abarcan. Los joteros y joteras de este tipo de cante visten con pantalón o falda blanca, alpargatas blancas con cintas rojas, faja roja, camisa blanca y pañuelo rojo.
Las letras de las canciones son versos populares, en algunos de los casos referidos a temas del día a día tradicional de las personas por los que fueron compuestas. Un ejemplo son las jotas dedicadas a las labores del campo, como la vendimia, la siega, etc., a los santos patronos de muchas localidades, como, por ejemplo, en Pamplona a San Fermín, a San Mateo, en Logroño, o cantos a Navarra o a La Rioja en sí misma. 
Otros temas son los familiares, del campo, de tono satírico, de los ciclos agrícolas o del amor y desamor. Se cantan en las fiestas populares o por los labradores para amenizar las faenas del campo. Normalmente la parte instrumental de la actuación está protagonizada por una rondalla o a veces por instrumentos de viento como la gaita de bota riojana o la dulzaina navarra, tocada en ambas regiones. También muy frecuentemente por un acordeón.
Existen escuelas de jota a lo largo de todo el valle del Ebro a su paso por La Rioja y Navarra, y también es muy popular en Miranda de Ebro, Tafalla, Tudela, entre otras muchas. Se realizan diversos concursos de este arte que es uno de los máximos exponentes de la cultura de esta zona. El más reconocido se celebra cada año en Tafalla conocido como "Campeón de Campeones", en el que los joteros y joteras ganadores en certámenes de jota navarra durante el año compiten por el premio. La condición de haber obtenido el primer premio es indispensable para participar y se establece en las bases del concurso. Dicho certamen se suspendió en 2020 y 2021 debido a la pandemia. Su última edición se emitió en Navarra TV.
El formato habitual consta de 4 versos de los cuales se repiten 3 para llegar a un total de 7 en este orden a, b, a, c, d, d, b. Ejemplo:

"La que en Navarra se canta

La jota más brava jota

La que en Navarra se canta

Es un manojo de rosas

Que sale de mi garganta

Que sale de mi garganta

La jota más brava jota."
"Yo le canto a Logroño

que en La Rioja nací 

y en La Ribera del Ebro 

yo la aprendí. 

En La Rioja nací,

en La Rioja nací

y el orgullo a mi tierra
 
lo canto así."

La jota navarra, declarada en 2019 bien de interés cultural de Navarra a iniciativa de la Asociación de la Jota Navarra, Navarjota y la Cátedra de Patrimonio Inmaterial de la UPNA publicado en el Boletín Oficial de Navarra. El Gobierno de Navarra solicitará el reconocimiento de la Jota como Patrimonio Inmaterial Mundial por la UNESCO.
Raimundo Lanas es uno de los más famosos joteros de su historia. Otros joteros de renombre son Faico y Josefina, Julián Arina, Hermanas Flamarique, los Hermanos Anoz o Molviedro. Pero incluso músicos como Joaquín Larregla, Pablo Sarasate o Manuel Turrillas compusieron jotas para violín, orquesta, etc. 
Habitualmente se organizan en agrupaciones de joteros, y son conocidos grupos como Alma Navarra (con sus versiones de «No te vayas de Navarra», «Pamplona, perla del norte» o «himno de Osasuna»), Navarra Canta o Montaña y Ribera, entre otros muchos grupos.
Aunque sea puntual, también mencionar la jota de Ochagavía, en el Valle de Salazar, en pleno Pirineo navarro.
Es la música popular de las fiestas de San Fermín.
En el caso de la jota riojana, declarada en 2017 bien de interés cultural, cabe mencionar varios intérpretes y compositores de este estilo musical como Pepe Blanco, Teo Echaure, Purita Ugalde "La Riojanita", Antonio García, Ángel Sáez-Benito, Oscar Alesanco o Fidel Ibarra, que actuó ante el rey Alfonso XIII en 1903 durante su primera visita a la capital riojana y composiciones como Riojano de pura cepa (1880), el pasodoble-jota En la Rioja nací (1957) , La jota de Logroño (1910) , En la Rioja los riojanos (1945), En La Rioja no hay tranvía (1953), etc. 
Este estilo musical también tuvo su repercusión en los teatros. Así sucedió con la zarzuela en obras como El postillón de La Rioja (1851), de autores no riojanos, que incluye una jota riojana en el primer acto, en "Cameranas" (1933) de José Eizaga" o en "La Riojana" (1898) de Florencio Bello. La jota riojana debido a su especificidad y singularidad ha sido declarada como bien de interés cultural de carácter inmaterial. Existen grupos que interpretan tanto jota navarra como riojana, por ejemplo "Voces del Ebro".

### Jota valenciana
La jota valenciana recuerda a los bailes de salón por sus cadenciosos movimientos.Muchos pueblos tienen su jota, como la jota vallera (Vall de Uxó), la cofrentina, la moixentina (Mogente), la del postiguet, la de Carlet o la de Villena. Antiguamente en Valencia se bailaban jotas en la ceremonia de los entierros. Esta práctica también se llevaba a cabo en Cataluña, especialmente en la zona de las Tierras del Ebro (Amposta, Tortosa, etc) y en el Campo de Tarragona (jota fogueada).
La jota es el baile tradicional más extendido por Valencia, popularizado en todas las comarcas. Es originario del siglo XIV, pero la forma en que la conocemos actualmente data del siglo XIX. En este siglo fue sustituyendo otros tipos de baile más antiguos, como las seguidillas. Musicalmente se distinguen las jotas con vuelta (más abundantes en el sur) y sin (más abundantes en el norte). En cuanto a las estructuras coreográficas existe una gran variedad de formas sueltas (más antiguas) y agarradas (más modernas), como por parejas, corros con cambio de pareja (especialmente abundantes en el norte), en cuadro, de tres desde seis (tres parejas), en hilera o rango (un caso especial lo constituye el baile del cañón de las comarcas del norte), etc.
Cabe mencionar también la llamada Jota de cuatro, presente también en otras zonas de la península, como Galicia. El nombre no debe inducir a pensar que es un tipo de jota, ya que se diferencia claramente de la misma. Se han conservado muy pocos ejemplos en las comarcas de l'Alcoià, la Vall d'Albaida y la Marina Alta. Suele bailarse en cuadros de cuatro personas y formando cadenas.

### País Vasco
El escritor vascofrancés Bernat Detchepare incluye el poema Sautrela, pensado para esta danza, en su obra Linguae Vasconum Primitiae, primer libro escrito en euskera.

### Jota de Canarias
Antiguamente, también en las Islas Canarias, las jotas y las rondallas con características peculiares eran la parte del folclore más destacada. Sin embargo, con el paso de los años, han ido siendo desplazadas por la protección hacia otros estilos considerados más autóctonos. No obstante, en las islas existe la Isa, una pieza musical que deriva de la jota.

### Jota de Asturias
Existen referencias tempranas a la jota y al fandango en Asturias . Se trata de las que aparecen en los Papeles para el Diccionario geográfico-histórico de Asturias de Martínez Marina (2019), quien, con su red de colaboradores, recopiló en torno a 1800 documentos de todos los concejos de Asturias para la Real Academia de la Historia. En el de Cabrales, se dice que se va introduciendo el fandango. En cuanto a Llanes, se menciona expresamente a la jota en dos documentos. Uno de ellos está fechado en 1803, mientras que en el otro se explicita que la jota, la gallegada y la danza prima son los bailes más usados. En todo caso no cabe ambigüedad respecto a que se trata de bailes populares. Estas constituyen, pues, las primeras referencias de la jota en Asturias. Sea cual sea su origen, en Asturias la jota se convirtió en el baile tradicional más extendido por el territorio.
En enero de 2024, el Principado de Asturias, por Resolución de 9 de enero de 2024, de la Presidencia del Principado de Asturias, incluyó la jota en el censo del Patrimonio Cultural Inmaterial de Asturias.

### Jota de Galicia
En Galicia se pueden encontrar distintos tipos de bailes tradicionales sueltos entre los que destacan, como los más populares, la muiñeira y la jota.
Geográficamente, en Galicia se pueden diferenciar distintas zonas respecto de la forma de baile de la jota, así como de los acompañamientos musicales más típicos a la hora de interpretarla:
- En la Zona de Entrimo, lindando con Portugal, se identifica al ritmo de jota con el vira portugués, cuyos ritmos presentan notables semejanzas.

- En la zona de Santiago de Compostela, existe una variante de la jota denominada pateado, cuya sutil particularidad consiste en la forma más fuerte de marcar las acentuaciones del movimiento al realizar el paso de la vuelta, o también por ser exageradamente saltado, con grandes movimientos en el espacio y sin grandes desplazamientos. Tradicionalmente se interpretaba la música con tambor y bombo, acompañado de una gaita, pasando con el tiempo a emplearse dos gaitas.

- En las zonas de Bergantiños y Ordes era típica el maneo. Se diferenciación del resto de jotas en que se ejecuta mediante unos característicos arrastrados ejecutados en los puntos, de delante a atrás. En este baile, existe un único guía, que marca los puntos, bailándose en dos filas, una de hombres y otra de mujeres. Es interpretada exclusivamente con panderetas, con dos partes bien diferenciadas, una primera más pausada en la que se distinguen perfectamente los tres tiempos, uno fuerte y dos débiles para realizar los arrastrados del punto; y otra en la que las panderetas interpretan la llamada jota de cinco, o también la jota de cuatro.

- En la zona norte de Ourense y Pontevedra se encuentra una variante coreográfica de la jota cuya peculiaridad reside en que siempre siempre se baila en rueda, mujeres a un lado de ella, y hombres al otro, sirviendo de acompañamiento musical, además de las panderetas y el canto, latas de pimentón o carburo.

- En la zona de A Fonsagrada, al noroeste de Galicia, se encuentra la última de las variantes galaicas de la jota, que se caracteriza por la sincronía entre la ejecución instrumental, conformada por gaitas y castañuelas, y la coreografía. En esta variante no existe un único guía sino que los bailadores se van turnando para marcar el punto, marcando el cambio de paso con tres toques consecutivos de castañuelas.[47][48][49]

Por Resolución de la Consellería de Cultura, Lengua y Juventud de la Xunta de Galicia, de fecha 10/10/2024, se incoó procedimiento para declarar bien de interés cultural del patrimonio inmaterial la música y el baile tradicionales de Galicia, entre los que se incluye la jota.

## Variedades de fuera de España

### La jota en Colombia
También existe una variante de la jota en la región del Chocó, Colombia, que ha sido estudiada por el musicólogo Andrés Pardo Tovar.

### La jota en Filipinas
En Filipinas, los religiosos españoles trasmitieron la jota a los tagalos, que la interpretan en rondallas y acompañada de instrumentos nativos.